# Cycnoderus chlorizans
Cycnoderus chlorizans là một loài bọ cánh cứng trong họ Cerambycidae.